# Solvejg Nitzke
Solvejg Nitzke (* 1985 in Herdecke) ist eine deutsche Literatur- und Kulturwissenschaftlerin.

## Leben
Nach dem Abitur studierte Nitzke Germanistik und Komparatistik an der Ruhr-Universität Bochum. In beiden Fächern machten sie ihren Bachelor- und Master-Abschluss. Im Anschluss promovierte sie 2015 im Fach Neuere Deutsche Literaturwissenschaft zum Thema Die Produktion der Katastrophe. Das Tunguska-Ereignis und die Programme der Moderne, ebenfalls in Bochum. 2017 erschien ihr darauf basierendes Buch. An die Promotion schlossen sich verschiedene Positionen als Post-Doc und wissenschaftliche Mitarbeiterin an. 2023 wurde sie an der TU Dresden habilitiert. Seit 2024 ist sie Vertretungsprofessorin für Allgemeine und Vergleichende Literaturwissenschaft an der Bochumer Universität.
Zu Nitzkes Forschungsthemen gehören insbesondere die Wissensproduktion und Ökologie mit Blick auf Katastrophen, Klima sowie die Cultural Plant Studies.

## Veröffentlichungen (Auswahl)
- Die Produktion der Katastrophe. Das Tunguska-Ereignis und die Programme der Moderne (zugleich Dissertation), transkript, Bielefeld 2017, ISBN 978-3-8376-3657-4.
- Widerständige Naturen. Christoph Ransmayrs Poetik der Eigenzeiten. Wehrhahn Verlag, Hannover 2018, ISBN 978-3-86525-664-5.
- gemeinsam mit Nils Jablonski (Hg.): Paradigmen des Idyllischen. Ökonomie – Ökologie – Artikulation – Gemeinschaft. transkript, Bielefeld 2019, ISBN 978-3-8376-5473-8.
- Farne. Ein Portrait. Matthes & Seitz, Berlin 2024, ISBN 978-3-7518-4021-7.
- Fremde Verwandtschaft. Eine Kulturpoetik der Bäume. Wallstein, Göttingen 2025, ISBN 978-3-8353-5872-0.